# 克魯什維察
克魯什維察（波蘭語：Kruszwica）是波蘭的一座城市。至2004年有人口9,412人。
52°41′N 18°18′E / 52.683°N 18.300°E